# Проспект Миру (Чернігів)
У Вікіпедії є статті про інші проспекти з назвою Проспект Миру
Проспе́кт Миру — проспект в Чернігові, який є однією з головних вулиць міста. Найдовша (7,2 км) вулиця Чернігова.

## Розташування
Починається від південних околиць Чернігова і Красної площі. Простягається на північ через все місто до межі міста. До проспекту прилягають багато вулиць та провулків. Початок проспекту проходить через центр Чернігова, тому там кілька торгових центрів ("Дитячий Світ" та "ЦУМ" (колишні назви: "Дружба", "Мегацентр), багато магазинів, кафе, ресторанів, готелі «Україна» (зруйнований російською авіацією під час бомбардування в ніч з 11 на 12 березня 2022 року) та «Градецький» (закритий у 2017 році). В районі готелю «Україна» проспект Миру перетинається з проспектом Перемоги, іншою великою магістраллю Чернігова.

## Опис
Проспект дуже широкий в центрі, по 4 смуги руху в кожен бік, майже на всій протяжності (від «України» до ЗАЗ) облаштований дротами для руху тролейбусів. В центральній частині міста на проспекті закладено 2 парки — Алея Героїв та Центральний парк. Від «Градецького» і до кінця — 2 смуги в кожну сторону.

## Походження назви
Проспект до 2001 року носив назву вулиця Леніна.

## Історія
Ця вулиця вперше згадується в документах XVIII ст. Тоді вона називалася Любецькою і простягалася від Дитинця до П'ятницького поля ( Красна площа).

### Війна 2022 року
У лютому 2022 року проспект обстрілювали російські окупанти. 1 березня обстріл здійснювали Градом.

## Будівлі
По проспекту розташовані завод «ЗАЗ» та інші дрібні промислові підприємства.
- буд. № 13 — Навчально-науковий інститут історії, етнології та правознавства імені О.М. Лазаревського; Сіверянська думка;
- буд. № 32 — Телеканал «Дитинець»;[4]
- буд. № 33 — Україна (готель, Чернігів);
- буд. № 36 — Інститут фізичних методів лікування ім. Воровського, будівля 1912 р.;
- буд. № 40 — СШ №1[5];
- буд. № 41 — Дворянський та Селянський земельний банк, нині Чернігівська обласна універсальна наукова бібліотека імені В. Г. Короленка
- буд. № 44 — Чернігівська міська лікарня № 1[6];
- буд. № 51 — кінотеатр Дружба;
- буд. № 68 — Градецький (готель);
- буд. № 74 — будинок лікарів Полторацьких (пам′ятка історії);
- буд. № 100 — Храм Архістратига Михайла МП (збудований у 2011 році);
- буд. № 116 — будинок Рашевського (пам′ятка історії; фактично зник);
- буд. № 137 — Школа-колегіум №11[5];
- буд. № 207а — СШ №28[5];
- буд. № 207б — СШ №33[5];
- буд. № 211 — Комунальний лікувально-профілактичний заклад «Чернігівський обласний онкологічний диспансер»[6].

## Галерея

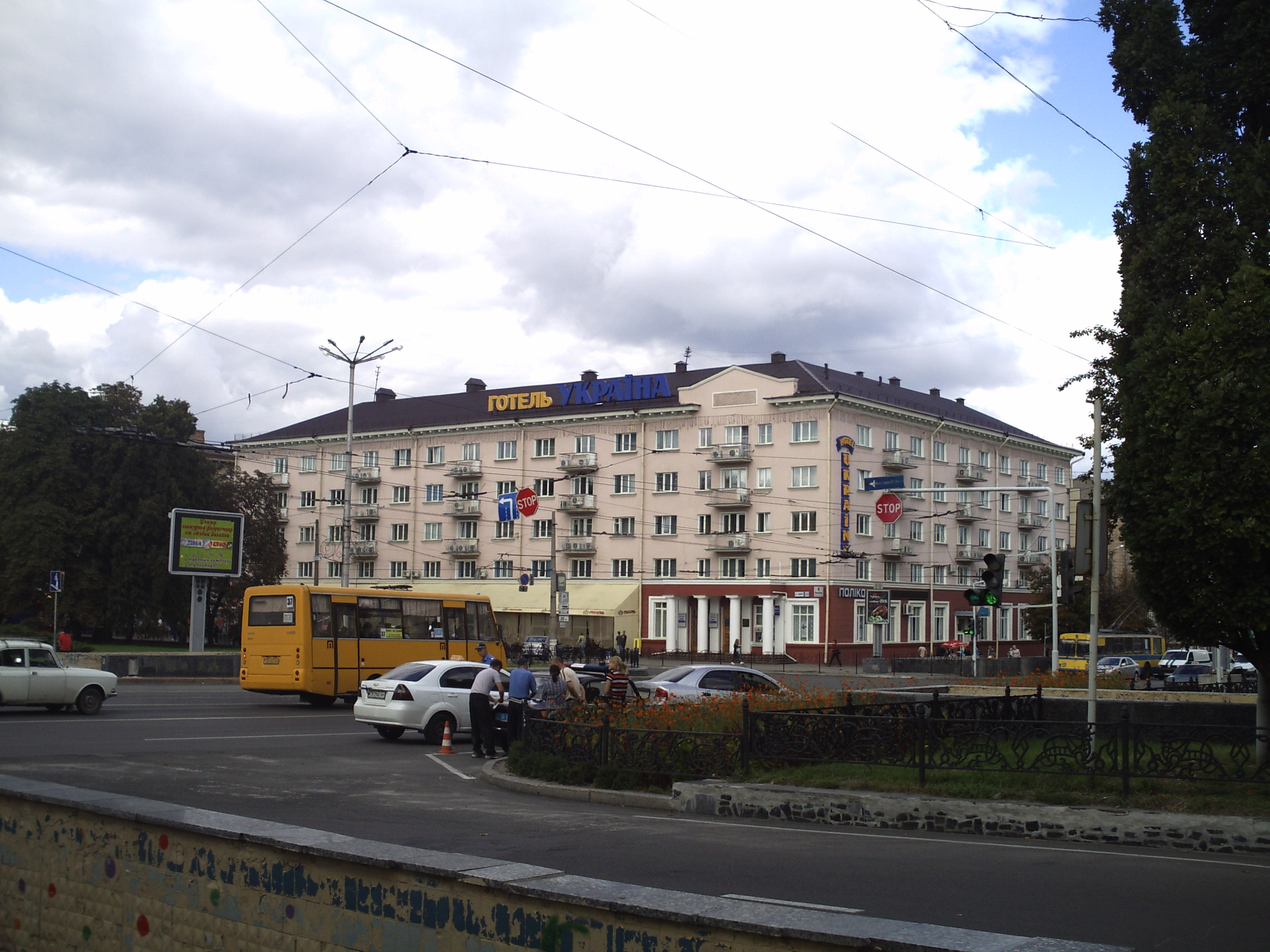
Готель Україна (проспект Миру 33)
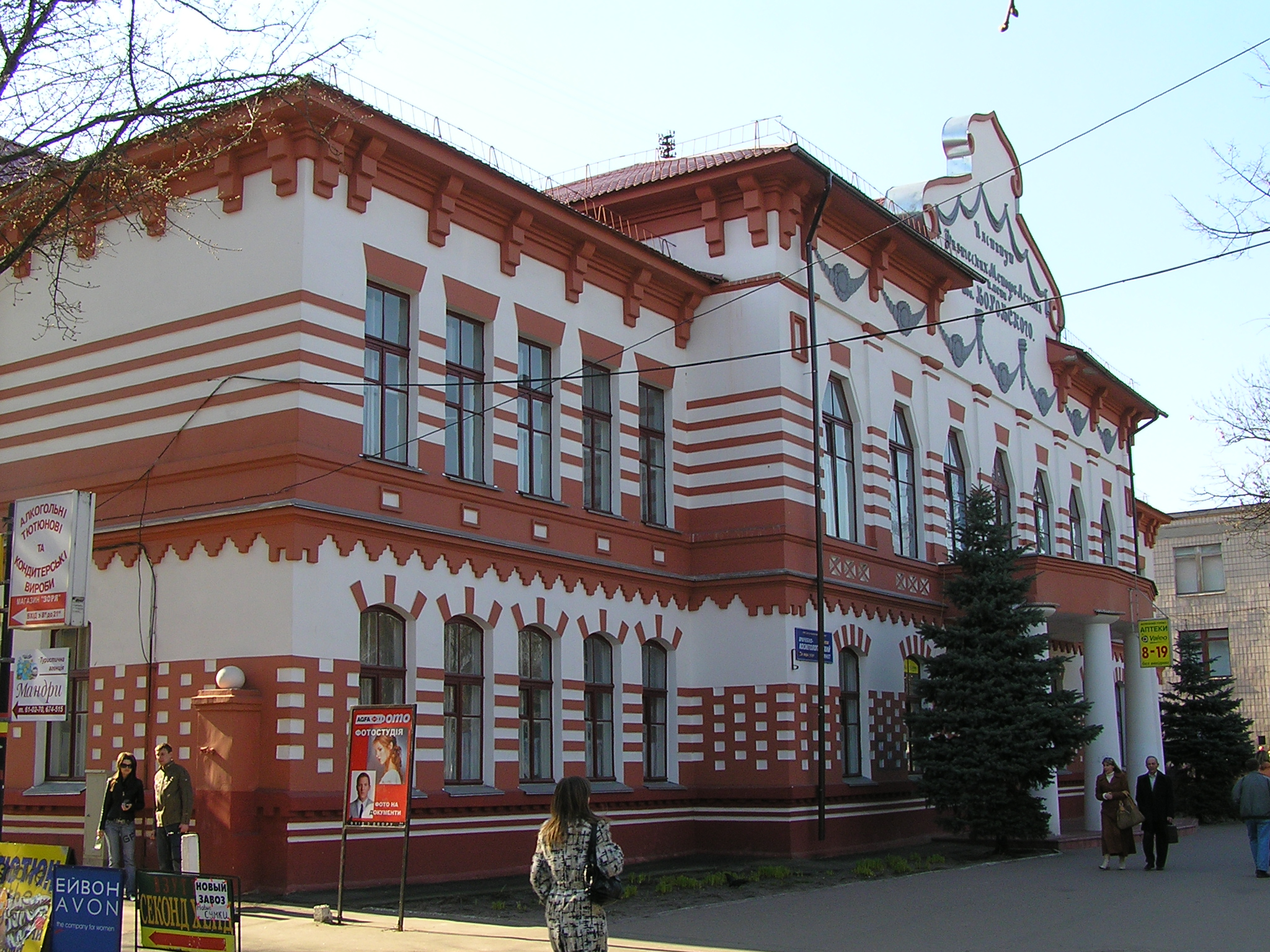
Інститут фізичних методів лікування ім. Воровського, будівля 1912 (проспект Миру 36)
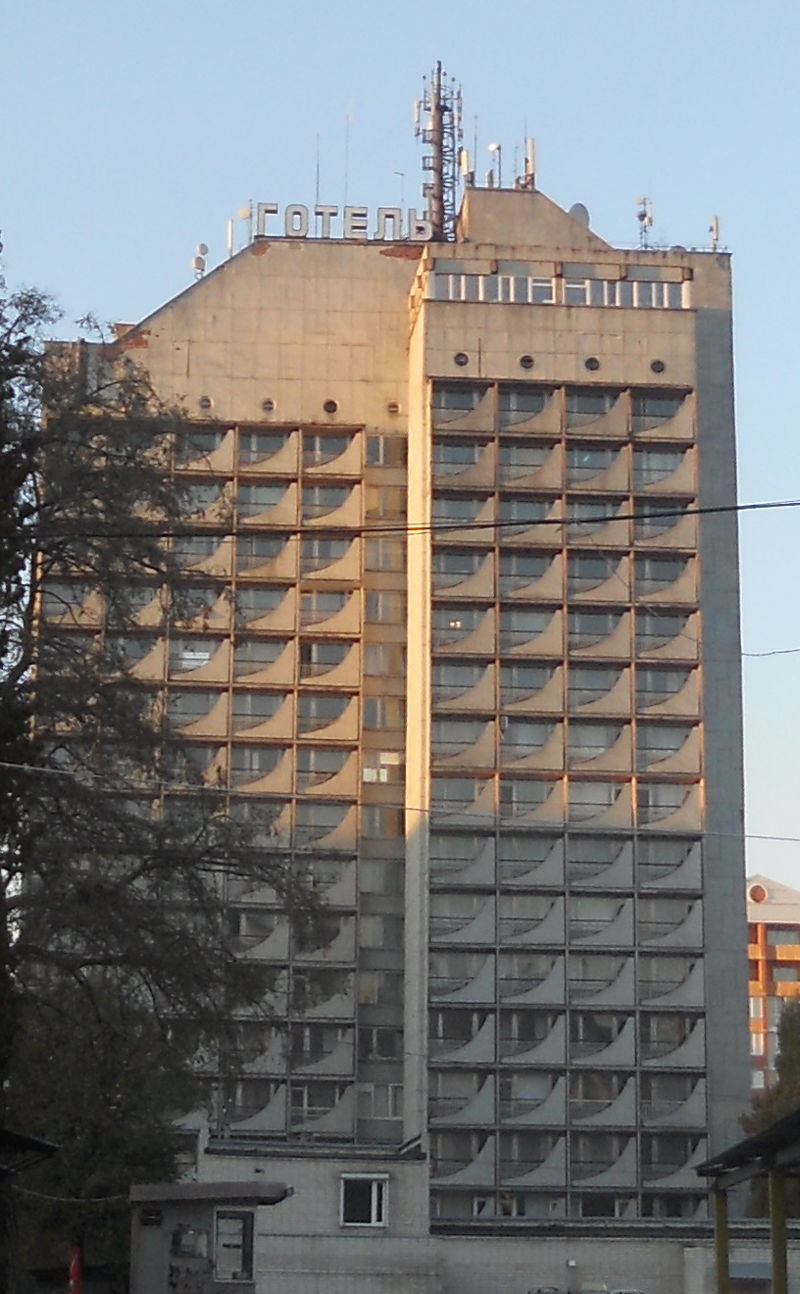
Готель Градецький (проспект Миру 68)
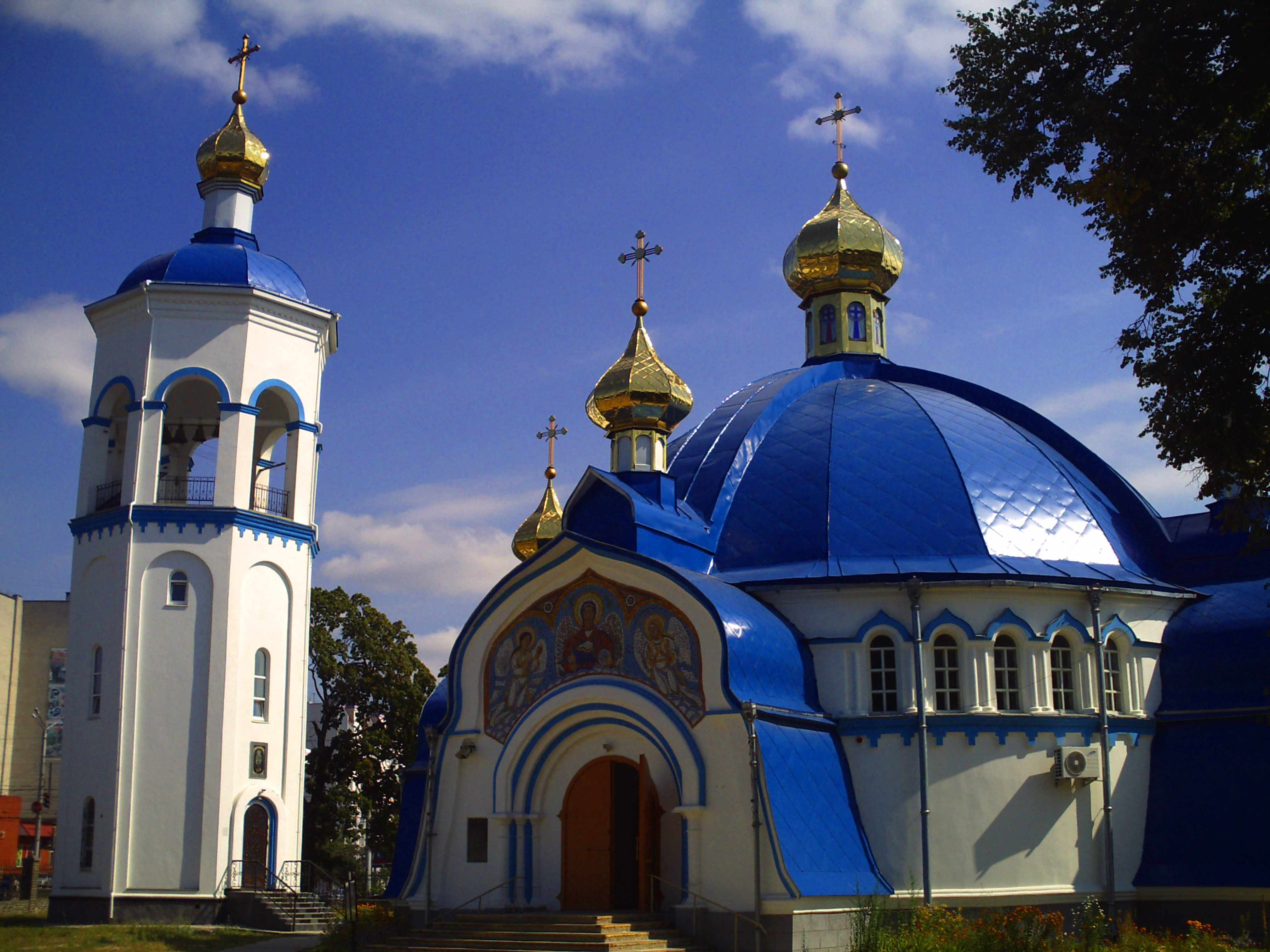
Храм архістратига Михаїла (проспект Миру 100)
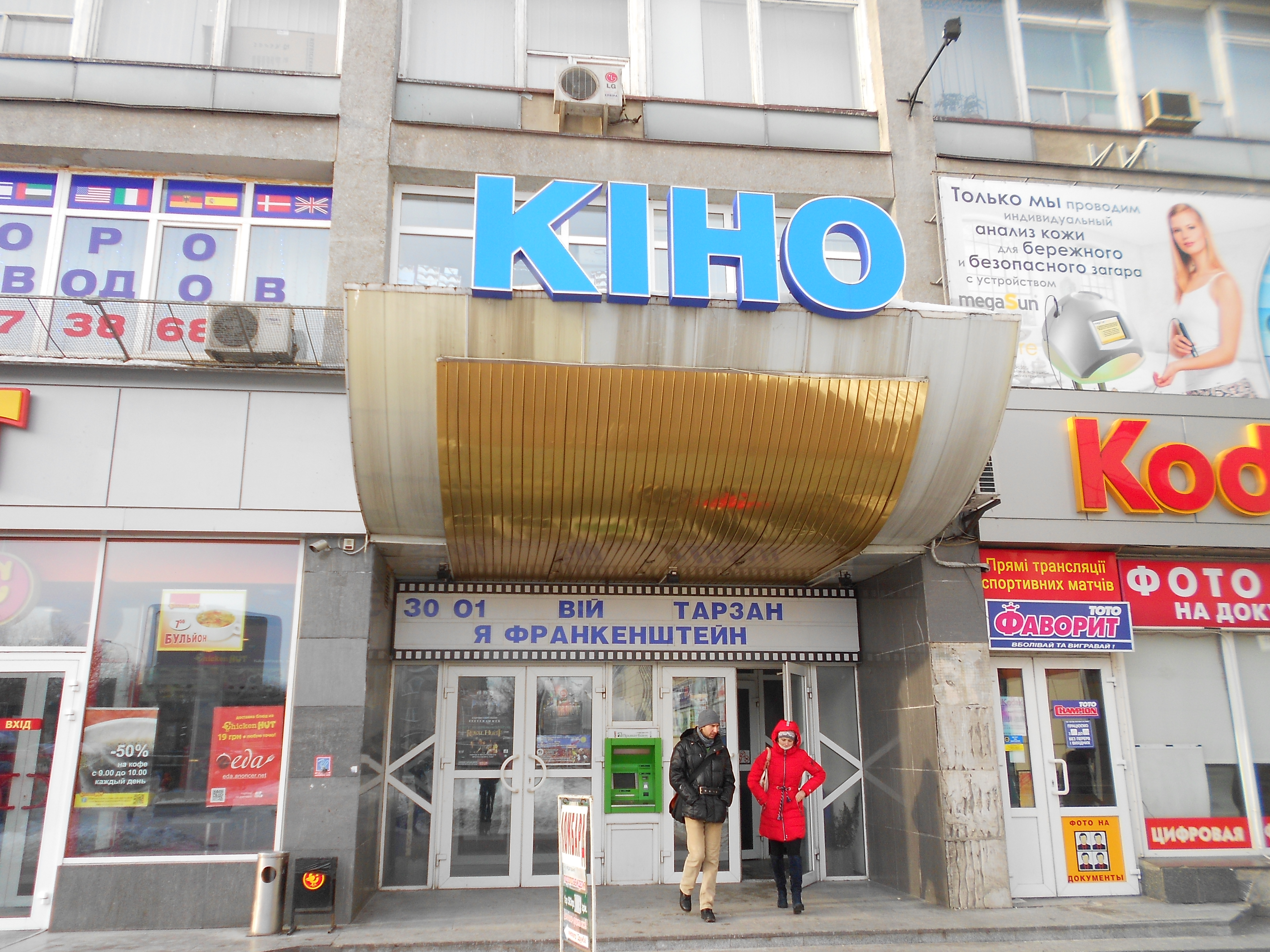
Кінотеатр «Дружба» (проспект Миру 51)
Пам'ятний знак жертвам Чорнобильської катастрофи
Пам'ятник Ю. М. Коцюбинському
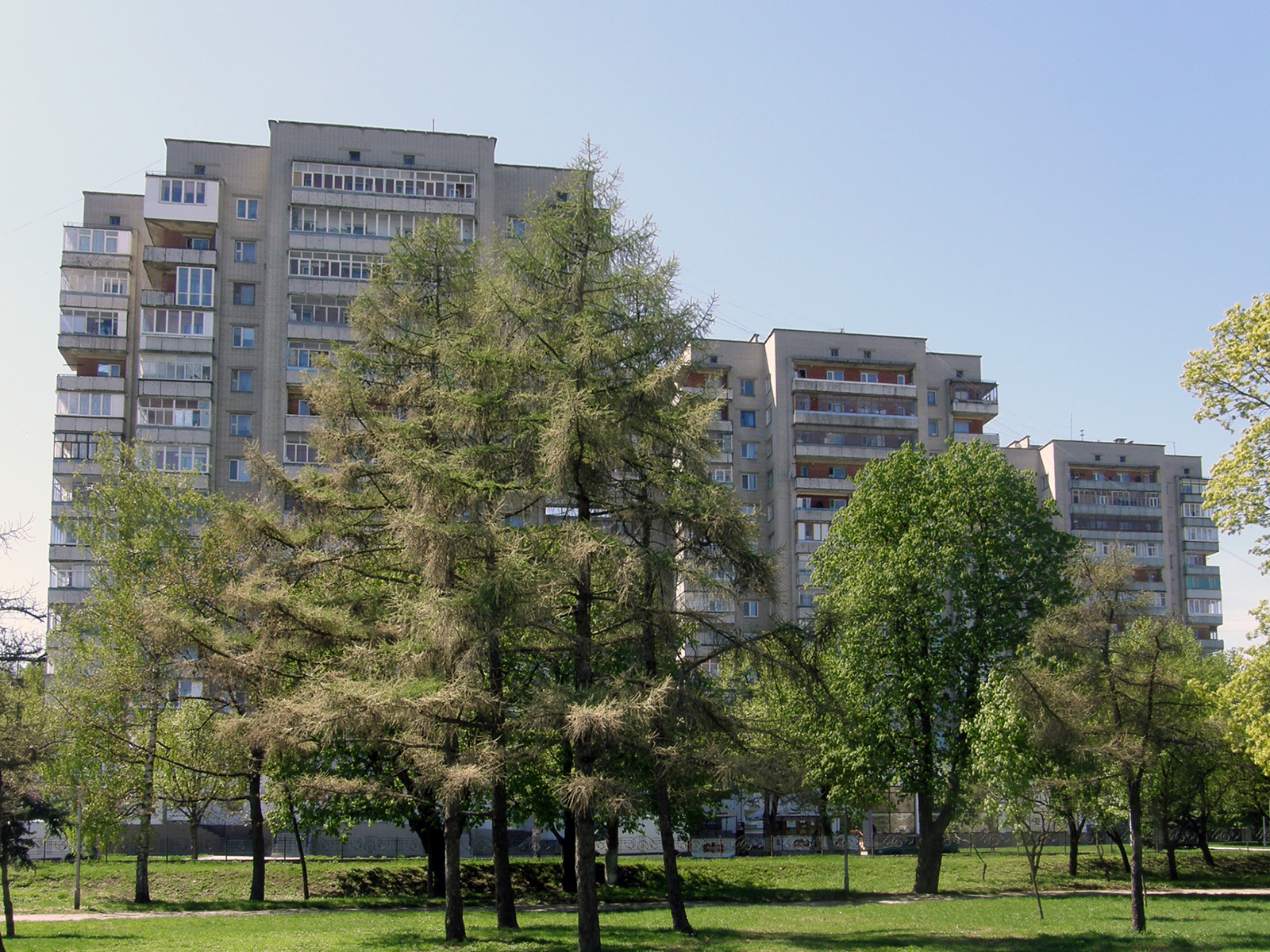
просп. Миру, 52, 54, 56